# Intermediair administratief bestuur
Het Intermediair administratief bestuur was een Nederlands college dat, onder toezicht van het Uitvoerend Bewind, de wet- en regelgeving uit voerde en toezicht hield op de plaatselijke besturen. Elk gewest in de Nederlanden had een eigen intermediair administratief bestuur.
Na de staatsgreep van 22 januari 1798 werden alle bestaande provinciale besturen ontbonden en vervangen door intermediaire administratieve besturen, in afwachting van de goedkeuring en invoering van een nieuwe constitutie, dat op 30 maart 1799 gebeurde. Vanaf dat moment werden de intermediaire administratieve besturen vervangen door departementale besturen.